# پهپاد هدف

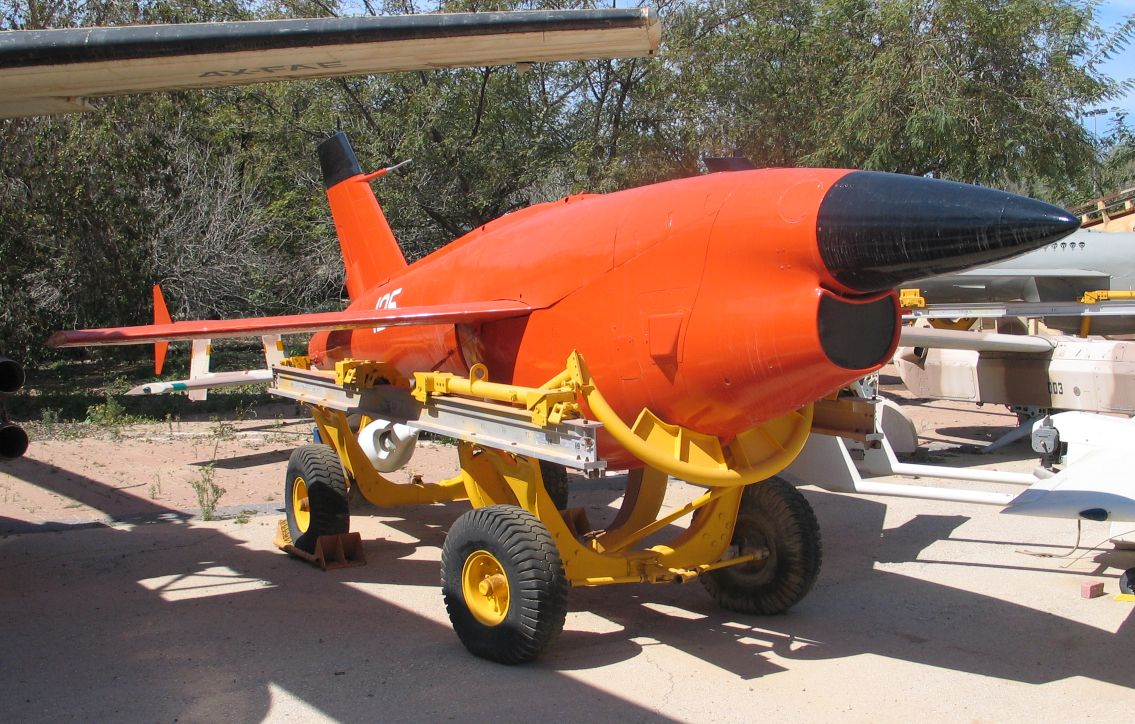
پهپاد جت Ryan BQM-34 Firebee که به عنوان پهپاد هدف استفاده می‌شود

پهپاد هدف یک هواگرد بدون سرنشین است که معمولاً از راه دور کنترل می‌شود و برای آموزش خدمه ضدهوایی استفاده می‌شود.
یکی از اولین هواپیماهای بدون سرنشین بریتانیایی دی‌اچ.۸۲ کوئین بی بود که گونه‌ای از هواپیمای آموزشی دی هاویلند تایگر موث است که از سال ۱۹۳۵ عملیاتی شد.
در ساده‌ترین شکل خود، پهپادهای هدف اغلب شبیه هواپیماهای مدل رادیویی هستند. پهپادهای مدرن‌تر ممکن است از سامانه اقدام متقابل، رادار و سیستم‌های مشابه برای تقلید از هواپیماهای سرنشین‌دار استفاده کنند.
پهپادهای پیشرفته‌تر از موشک‌های بزرگ و قدیمی‌تری ساخته می‌شوند که کلاهک‌هایشان برداشته شده‌است.